# Vicente do Espírito Santo
Vicente do Espírito Santo, O.A.D. (Belém, 15 de outubro de 1730 - Lisboa, 29 de novembro de 1788) foi um frade e prelado português da Igreja Católica, bispo de São Tomé e Príncipe e de Goiás.

## Biografia
Foi feito diácono na Ordem dos Agostinianos Descalços em 22 de setembro de 1754 e foi ordenado padre em 29 de setembro seguinte.
Após sua nomeação por Dona Maria I como bispo de São Tomé e Príncipe em 5 de setembro de 1778, foi confirmado pelo Papa Pio VI em 1 de março de 1779 e consagrado em 30 de novembro do mesmo ano por Dom António Bonifácio Coelho, arcebispo-auxiliar de Lisboa, coadjuvado por Dom Francisco de São Simão, O.F.M. Ref., bispo de Cabo Verde e por Dom Domingos da Encarnação Pontével, O.P., bispo de Mariana.
Por conta da frágil saúde, não chegou a viajar para a Sé e em 25 de novembro de 1782 renunciou ao governo da Diocese, mas logo em 17 de dezembro, foi nomeado como primeiro prelado de Goiás.
Faleceu em Lisboa, em 29 de novembro de 1788, sem ter tomado posse canônica da Prelazia.